# Leskeodon paisa
Leskeodon paisa är en bladmossart som beskrevs av Churchill in Sastre-de Jesús, Churchill och Escobar A. 1986. Leskeodon paisa ingår i släktet Leskeodon och familjen Daltoniaceae. Inga underarter finns listade i Catalogue of Life.